# Belonophora wernhamii
Espèce
Synonymes
- Diplosporopsis coffeoides Wernham[1]

Belonophora wernhamii est une espèce de plantes à fleurs de la famille des Rubiaceae et du genre Belonophora, présente au Cameroun et au Nigeria.
Son épithète spécifique wernhamii rend hommage au botaniste britannique Herbert Fuller Wernham, spécialiste des Rubiacées tropicales.

## Description
C'est un arbrisseau qui peut atteindre une hauteur de 3 m.

## Distribution
On le rencontre au sud-est du Nigeria et au sud-ouest du Cameroun (notamment dans le parc national de Korup), également dans les régions du Littoral et du Sud.